# Terschellingia gourbaultae
Terschellingia gourbaultae is een rondwormensoort uit de familie van de Linhomoeidae. De wetenschappelijke naam van de soort is voor het eerst geldig gepubliceerd in 1989 door Austen.